# Ranjana
 (février 2015).
Si vous disposez d'ouvrages ou d'articles de référence ou si vous connaissez des sites web de qualité traitant du thème abordé ici, merci de compléter l'article en donnant les références utiles à sa vérifiabilité et en les liant à la section « Notes et références ».
La ranjana (IAST rañjanā), ranja ou kutila est un système d'écriture alphasyllabique qui s'est principalement développé au XIe siècle au Népal à partir de la brahmi. Elle est considérée comme l'écriture calligraphique népalaise standard. Elle sert principalement à écrire le nepalbhasha, mais est également utilisée dans les monastères bouddhistes au Népal ou à l'étranger.
On le retrouve ainsi sur différents symboles et monuments bouddhiques en dehors du Népal, que ce soit en Inde, en Chine, (République populaire de Chine dont, entre autres, le Tibet et la Mongolie-Intérieure), en République de Chine (Taïwan), en Mongolie et au Japon. On la connaît aussi sous les noms tibétains de lantsa ou wartu ; toutefois, ces formes sont aussi décrites comme des écritures parentes mais distinctes, plutôt que comme des variantes de style.[réf. nécessaire]
La ranjana s'écrit habituellement de gauche à droite mais la forme kutakshar utilisé en calligraphie et dans les monogrammes s'écrit de haut en bas.

## Utilisations
La ranjana est une des écritures courantes au Népal, ainsi que dans les temples bouddhistes des branches Mahayana (grand véhicule, dont le Chán chinois et ses dérivés, le Son coréen, le Thiền vietnamien et le Zen japonais), ainsi que le Vajrayana (véhicule de diamant, dont le bouddhisme tibétain et mongol).

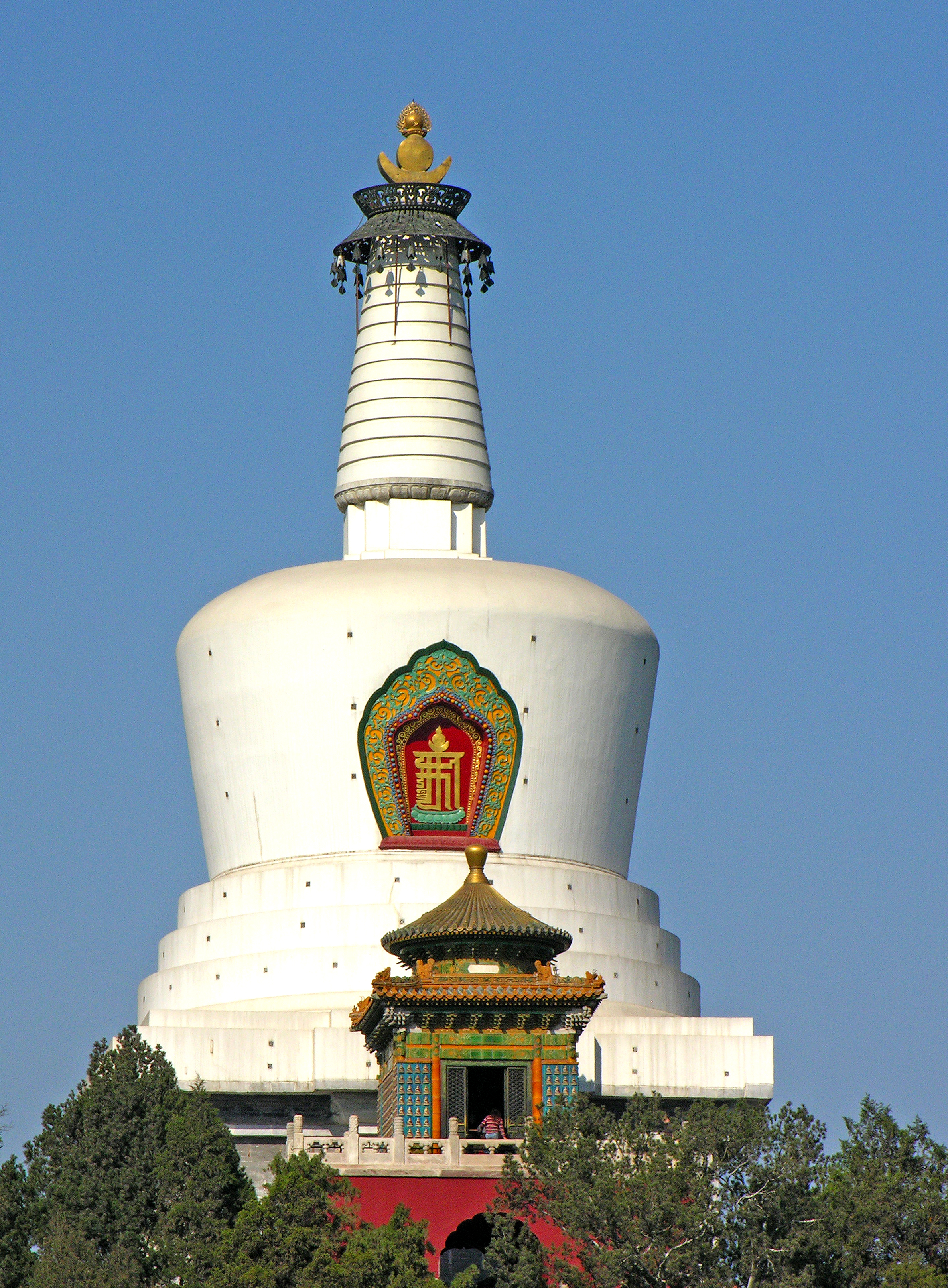
Kutākshar, monogramme de la calligraphie ranjana, sur un des chörten de Pékin situé dans le Parc Beihai.

Des manuscrits bouddhistes en sanskrit dans cette écriture ont été apportés de l'Inde et du Népal au Tibet, sur feuille de palmier ou écorce de bouleau. De nos jours, la lantsa s'emploie au Tibet pour écrire quelques textes bouddhiques en sanskrit comme le Mañjushrinama-samgiti, et dans des lexiques sanskrit-tibétain. Mais l'utilisation la plus fréquente est sur les pages de titres des textes tibétains, où une traduction en sanskrit est généralement écrite en lantsa ; ou comme décoration sur les murs des temples ou l'extérieur des moulins à prière, ainsi que dans le dessin des mandalas.
On retrouve cette écriture, sous forme de monogramme, appelé kutākshar, sur les chörten (stüpa dans le style tibétain) et plus généralement sur différentes ornementation des temples bouddhistes

## Alphabet

### Voyelles

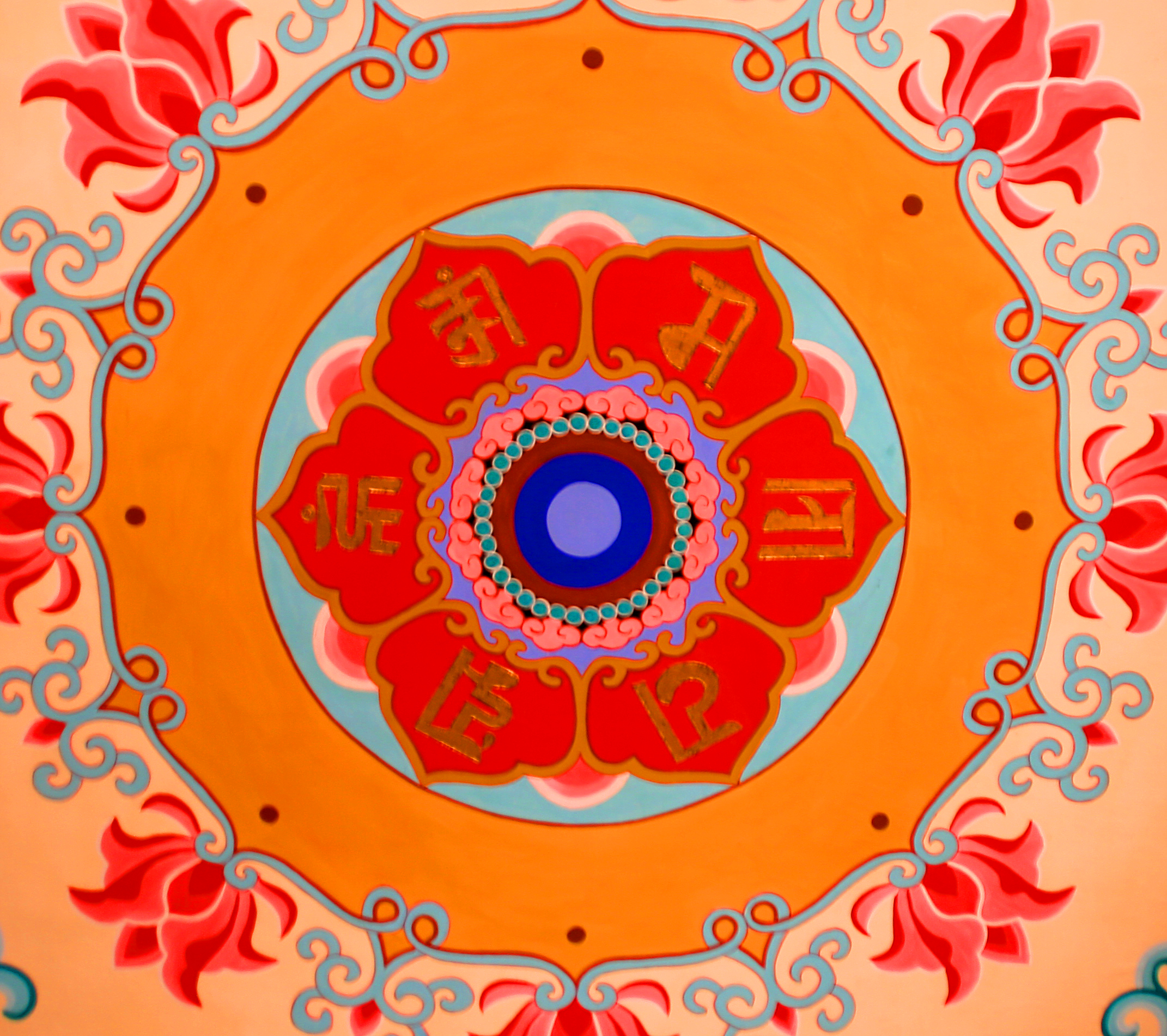
Mantra en écriture ranjana, au plafond d'un temple bouddhiste de Tianjin en République populaire de Chine.

| a अ | aḥ अः | ā आ | āḥ आः | i इ | ī ई  | u उ | ū ऊ  | ṛ ऋ   | ṝ ॠ    |       |
| ḷ ऌ | ḹ ॡ  | e ए | ai ऐ | o ओ | au औ | å अँ | aṃ अं | aī अय् | a:j आय् | aĪ एय् |

### Consonnes
| k क | kh ख | g ग | gh घ | ṅ ङ |
| c च | ch छ | j ज | jh झ | ñ ञ |
| ṭ ट | ṭh ठ | ḍ ड | ḍh ढ | ṇ ण |
| t त | th थ | d द | dh ध | n न |
| p प | ph फ | b ब | bh भ | m म |
| y य | r र  | l ल | v व  |     |
| ś श | ṣ ष  | s स | h ह  |     |

| kṣ क्ष | tr त्र | jñ ज्ञ |

### Voyelles diacritiques
Il y a en tout trois règles concernant les voyelles diacritiques dans l'écriture ranjana. Elles se référent à क, ग et ब.
- ख,ञ,ठ,ण,थ,ध,श utilisent la règle de ग.
- घ,ङ,च,छ,झ,ट,ड,ढ,त,द,न,न्ह,प,फ,ब,भ,म,य,र,ह्र,ल,ल्ह,व,व्ह,ष,स,ह,त्र utilisent la règle de ब.
- ज,म्ह,ह्य,क्ष, ज्ञ utilisent la règle de क.

### Chiffres
| 0 ० | 1 १ | 2 २ | 3 ३ | 4 ४ | 5 ५ | 6 ६ | 7 ७ | 8 ८ | 9 ९ |